# Wergiton do Rosário Calmon
Wergiton do Rosário Calmon, meglio noto come Somália (Rio de Janeiro, 28 settembre 1988), è un calciatore brasiliano, centrocampista del Bangu.

## Caratteristiche tecniche
È un centrocampista centrale dalla tecnica sopraffina. Ha giocato nel corso della sua carriera anche come terzino destro ed esterno destro, grazie alle sue pregevoli doti atletiche e tecniche.

## Carriera
È cresciuto nelle giovanili del Bangu.
Nel 2011 è approdato in Europa firmando per gli ungheresi del Ferencváros.
Nel 2015 è stato acquistato dal Tolosa.

## Statistiche

### Presenze e reti nei club
Statistiche aggiornate al 7 luglio 2017.
| Stagione           | Squadra            | Campionato         | Campionato | Campionato | Coppe nazionali | Coppe nazionali | Coppe nazionali | Coppe continentali | Coppe continentali | Coppe continentali | Altre coppe | Altre coppe | Altre coppe | Totale | Totale | Totale |
| Stagione           | Squadra            | Comp               | Pres       | Reti       | Comp            | Pres            | Reti            | Comp               | Pres               | Reti               | Comp        | Pres        | Reti        | Pres   | Reti   |        |
| ------------------ | ------------------ | ------------------ | ---------- | ---------- | --------------- | --------------- | --------------- | ------------------ | ------------------ | ------------------ | ----------- | ----------- | ----------- | ------ | ------ | ------ |
| 2011-2012          | Ferencváros        | NB1                | 15         | 8          | MK+ML           | 3+0             | 2+0             |                    | -                  | -                  |             | -           | -           | 18     | 10     |        |
| 2012-2013          | Ferencváros        | NB1                | 28         | 5          | MK+ML           | 0+9             | 0+3             |                    | -                  | -                  |             | -           | -           | 37     | 8      |        |
| 2013-2014          | Ferencváros        | NB1                | 23         | 4          | MK+ML           | 3+8             | 1+0             |                    | -                  | -                  |             | -           | -           | 34     | 5      |        |
| 2014-2015          | Ferencváros        | NB1                | 24         | 1          | MK+ML           | 4+1             | 0               | UEL                | 4                  | 0                  |             | -           | -           | 33     | 1      |        |
| ago. 2015          | Ferencváros        | NB1                | 3          | 0          | MK              | 0               | 0               | UEL                | 4                  | 0                  | MS          | 1           | 0           | 8      | 0      |        |
| Totale Ferencvaros | Totale Ferencvaros | Totale Ferencvaros | 93         | 10         |                 | 28              | 6               |                    | 8                  | 0                  |             | 1           | 0           | 130    | 16     |        |
| 2015-2016          | Tolosa             | L1                 | 29         | 0          | CF+CdL          | 1+2             | 1+0             |                    | -                  | -                  |             | -           | -           | 32     | 1      |        |
| 2016-2017          | Tolosa             | L1                 | 28         | 0          | CF+CdL          | 1+2             | 0               |                    | -                  | -                  |             | -           | -           | 31     | 0      |        |
| Totale carriera    | Totale carriera    | Totale carriera    | 150        | 10         |                 | 34              | 7               |                    | 8                  | 0                  |             | 1           | 0           | 130    | 17     |        |

## Palmarès

### Club

#### Competizioni nazionali
- Magyar labdarúgó-ligakupa: 2

Ferencváros: 2012-2013, 2014-2015
- Coppa d'Ungheria: 2

Ferencváros: 2014-2015, 2021-2022
- Magyar Szuperkupa: 1

Ferencváros: 2014-2015
- Campionato ungherese: 2

Ferencváros: 2020-2021, 2021-2022